# Audioprotesista
L' Audioprotesista è  il professionista della salute  che svolge la propria attività nella prevenzione, correzione e riabilitazione dei deficit della funzione uditiva.

## Titolo di studio
Per poter essere abilitato a svolgere la professione a tutti gli effetti di legge si deve essere in possesso della Laurea in Tecniche Audioprotesiche che si consegue presso la facoltà di Medicina e Chirurgia.
La Laurea è (Abilitante alla Professione Sanitaria di Audioprotesista) classe SNT/3. Per i laureati è possibile proseguire la propria formazione accademica accedendo ai corsi di Laurea Magistrale .

## Attività
Il Laureato in Tecniche Audioprotesiche, svolge la propria attività nella somministrazione, adattamento e controllo dei dispositivi protesici per la prevenzione e correzione dei deficit uditivi. 
Espleta l'esercizio della professione con atti professionali di propria competenza, in piena autonomia e propria responsabilità.
Somministra al paziente ipoacusico questionari sulla percezione della disabilità uditiva.Attua test di audiometria protesica quantitativi e qualitativi
Osserva il condotto uditivo esterno (CUE) e ne rileva l'impronta.
Somministra ed accerta l'efficacia e l'adeguatezza del dispositivo protesico uditivo. 
Espleta l'educazione protesica del paziente ipoacusico attraverso una mirata azione di counseling. Accerta il beneficio dell'applicazione protesica uditiva.
Attua programmi di prevenzione e di riabilitazione dei deficit uditivi mediante la dispensazione dei dispositivi protesici e l'addestramento al loro utilizzo.
Svolge la propria attività professionale con atti di piena autonomia e responsabilità in strutture sanitarie private, in regime di dipendenza e libero-professionale.

## Albo Professionale
La Legge del 3 gennaio 2018 n.11 ha istituito l'Ordine dei TSRM e PSTRP, all’interno del quale è inserito l’Albo degli Audioprotesisti. L'iscrizione all'Albo è obbligatoria per poter esercitare la professione a partire dal 1º luglio 2018 (DM 13 marzo 2018)

## Riferimenti legislativi italiani
- Decreto Ministeriale 2 aprile 2001 "Determinazione delle classi delle lauree universitarie delle professioni sanitarie", su gazzettaufficiale.it.